# 2010-es magyar fedett pályás atlétikai bajnokság
A 2010-es magyar fedett pályás atlétikai bajnokság a 37. bajnokság volt. A többpróba számait február 20–21-én tartották a Syma Csarnokban.

## Eredmények

### Férfiak
| Versenyszám      | Arany                                                         | Arany    | Ezüst                                                              | Ezüst    | Bronz                                                                        | Bronz    |
| ---------------- | ------------------------------------------------------------- | -------- | ------------------------------------------------------------------ | -------- | ---------------------------------------------------------------------------- | -------- |
| 60 m             | Vas Dávid Bp. HonvédOláh Gábor KSI                            | 6,90     |                                                                    |          | Kurucz Szabolcs Pécsi VSK                                                    | 6,93     |
| 200 m            | Kása Tibor Haladás VSE                                        | 21,81    | Antalóczy Csaba Ikarus BSE                                         | 21,98    | Lengyel Roland Lelkesedés SK Szeged                                          | 22,22    |
| 400 m            | Deák Nagy Marcell Gödöllői EAC                                | 47,11    | Lukács Máté Favorit AC Kaposvár                                    | 48,10    | Takács Dávid VEDAC                                                           | 48,57    |
| 800 m            | Kállay Dániel VEDAC                                           | 1:50,26  | Takács Dávid VEDAC                                                 | 1:50,37  | Bene Barnabás Pécsi VSK                                                      | 1:50,49  |
| 1500 m           | Bene Barnabás Pécsi VSK                                       | 3:45,48  | Minczér Albert VEDAC                                               | 3:45,61  | Kállay Dániel VEDAC                                                          | 3:47,90  |
| 3000 m           | Minczér Albert VEDAC                                          | 8:05,87  | Bene Barnabás Pécsi VSK                                            | 8:25,10  | Tábor Miklós Békéscsabai AC                                                  | 8:34,33  |
| 4 × 400 m        | Schmidt Kornél Bartha László Kállay Dániel Takács Dávid VEDAC | 3:17,44  | Armuth Gábor Benyhe Miklós Antalóczy Csaba Wagner Gábor Ikarus BSE | 3:20,12  | Horváth Ferenc Zsivoczky Attila Koroknai Tibor Koroknai Máté Debreceni SC-SI | 3:22,74  |
| 60 m gát         | Kiss Dániel Ikarus BSE                                        | 7,60     | Käfer Levente KSI                                                  | 8,15     | Koroknai Tibor Debreceni SC-SI                                               | 8,24     |
| 5000 m gyaloglás | Rácz Sándor Békéscsabai AC                                    | 20:50,92 | Novák László Bp. Honvéd                                            | 21:14,74 | Dudás Gyula MISI SC                                                          | 22:47,94 |
| magasugrás       | Harsányi Olivér Debreceni SC-SI                               | 2,13 m   | Pál Robin MISI SC                                                  | 2,13 m   | Fajoyomi Dávid Gödöllői EAC                                                  | 2,09 m   |
| rúdugrás         | Várszegi Tamás Gödöllői EAC                                   | 4,80 m   | Jaeger Ákos Bp. Honvéd                                             | 4,80 m   | Kmetty Tamás Bp. Honvéd                                                      | 4,60 m   |
| távolugrás       | Ecseki Dániel Szolnoki MÁV                                    | 7,29 m   | Bánhidi Bence TFSE                                                 | 7,13 m   | Virovecz István Haladás VSE                                                  | 7,10 m   |
| hármasugrás      | Ungvári Péter KSI                                             | 15,29 m  | Szebeni Ádám Dunakeszi VSE                                         | 14,38 m  | Kiss Dániel KSI                                                              | 14,34 m  |
| súlylökés        | Kürthy Lajos Mohácsi TE                                       | 19,44 m  | Csák Dárius Pécsi VSK                                              | 16,65 m  | Bognár Szabolcs Zalaegerszegi AC                                             | 15,19 m  |
| hétpróba         | Szabó Attila Debreceni SC-SI                                  | 5549     | Käfer Levente KSI                                                  | 5212     | Kovács Norbert TFSE                                                          | 4551     |

### Nők
| Versenyszám      | Arany                                                             | Arany    | Ezüst                                                         | Ezüst    | Bronz                                                      | Bronz    |
| ---------------- | ----------------------------------------------------------------- | -------- | ------------------------------------------------------------- | -------- | ---------------------------------------------------------- | -------- |
| 60 m             | Nguyen Anasztázia Bp. Honvéd                                      | 7,55     | Schmelcz Fanny Bp. Honvéd                                     | 7,59     | Komiszár Kriszta Gödöllői EAC                              | 7,60     |
| 200 m            | Petráhn Barbara Szolnoki MÁV                                      | 24,43    | Varga Bianka Bp. Honvéd                                       | 24,80    | Loránd Lilla VEDAC                                         | 24,98    |
| 400 m            | Varga Bianka Bp. Honvéd                                           | 54,61    | Petráhn Barbara Szolnoki MÁV                                  | 54,69    | Loránd Lilla VEDAC                                         | 55,50    |
| 800 m            | Gyürkés Viktória Ikarus BSE                                       | 2:08,40  | Pék Andrea Gödöllői EAC                                       | 2:08,83  | Kenesei Zsanett BEAC                                       | 2:11,14  |
| 1500 m           | Gyürkés Viktória Ikarus BSE                                       | 4:27,39  | Biacsi Bernadett Szegedi VSE                                  | 4:38,18  | Biacsi Ilona Szegedi VSE                                   | 4:41,48  |
| 3000 m           | Kálovics Anikó Zalaegerszegi AC                                   | 9:34,20  | Bátai Réka Pécsi FK                                           | 10:04,62 | Gyurkó Fanni Vasas                                         | 10:10,42 |
| 4 × 400 m        | Bartha Zsóka Bobcsek Emese Novák Fruzsina Varga Bianka Bp. Honvéd | 3:47,77  | Farsang Evelin Loránd Lilla Pernesz Zsófia Nagy Cecilia VEDAC | 3:55,44  | Tungli Katalin Bartha Emese Dániel Fanni Vincze Dorina KSI | 3:55,51  |
| 60 m gát         | Juhász Fanni Zalaegerszegi AC                                     | 8,34     | Kerekes Gréta Debreceni SC-SI                                 | 8,66     | Pálfi Brigitta VEDAC                                       | 8,90     |
| 3000 m gyaloglás | Kriván Berta BEAC                                                 | 13:09,82 | Madarász Viktória Békéscsabai AC                              | 13:12,51 | Gerendási Eszter BEAC                                      | 13:23,24 |
| magasugrás       | Szabó Barbara Újpesti TE                                          | 1,84 m   | Babos Rita Alba Regia AK                                      | 1,82 m   | Pásztor Mercédesz BEAC                                     | 1,72 m   |
| rúdugrás         | Erős Enikő Ferencvárosi TC                                        | 4,20 m   | Koppány Gabriella Bp. Honvéd                                  | 4,05 m   | Horváth Felicia Bp. Honvéd                                 | 3,90 m   |
| távolugrás       | Babos Rita Alba Regia AK                                          | 6,11 m   | Stajerné Deák Katalin Ferencvárosi TC                         | 5,78 m   | Krizsán Xénia Bp. Honvéd                                   | 5,78 m   |
| hármasugrás      | Babos Rita Alba Regia AK                                          | 13,62 m  | Szirbucz Andrea KSI                                           | 12,53 m  | Kéri Hanga Pécsi VSK                                       | 12,50 m  |
| súlylökés        | Márton Anita Békéscsabai AC                                       | 17,21 m  | Lukóczki Nárcisz Békéscsabai AC                               | 13,94 m  | Ozorai Jenny Dobó SE                                       | 13,67 m  |
| ötpróba          | Vild Olívia Bp. Honvéd                                            | 3507     | Hermann Márta Csepeli DAC                                     | 3441     | Bogár Lilla Tatabányai SC                                  | 3383     |